# Герасим I Спарталиот
Патриа́рх Гера́сим I Спарталио́т (греч. Πατριάρχης Γεράσιμος Α΄ Σπαρταλιώτης; 1560-е, Крит — 30 июля 1636, Афон) — патриарх Александрийский (с 30 ноября 1620), богослов, экзегет.

## Биография

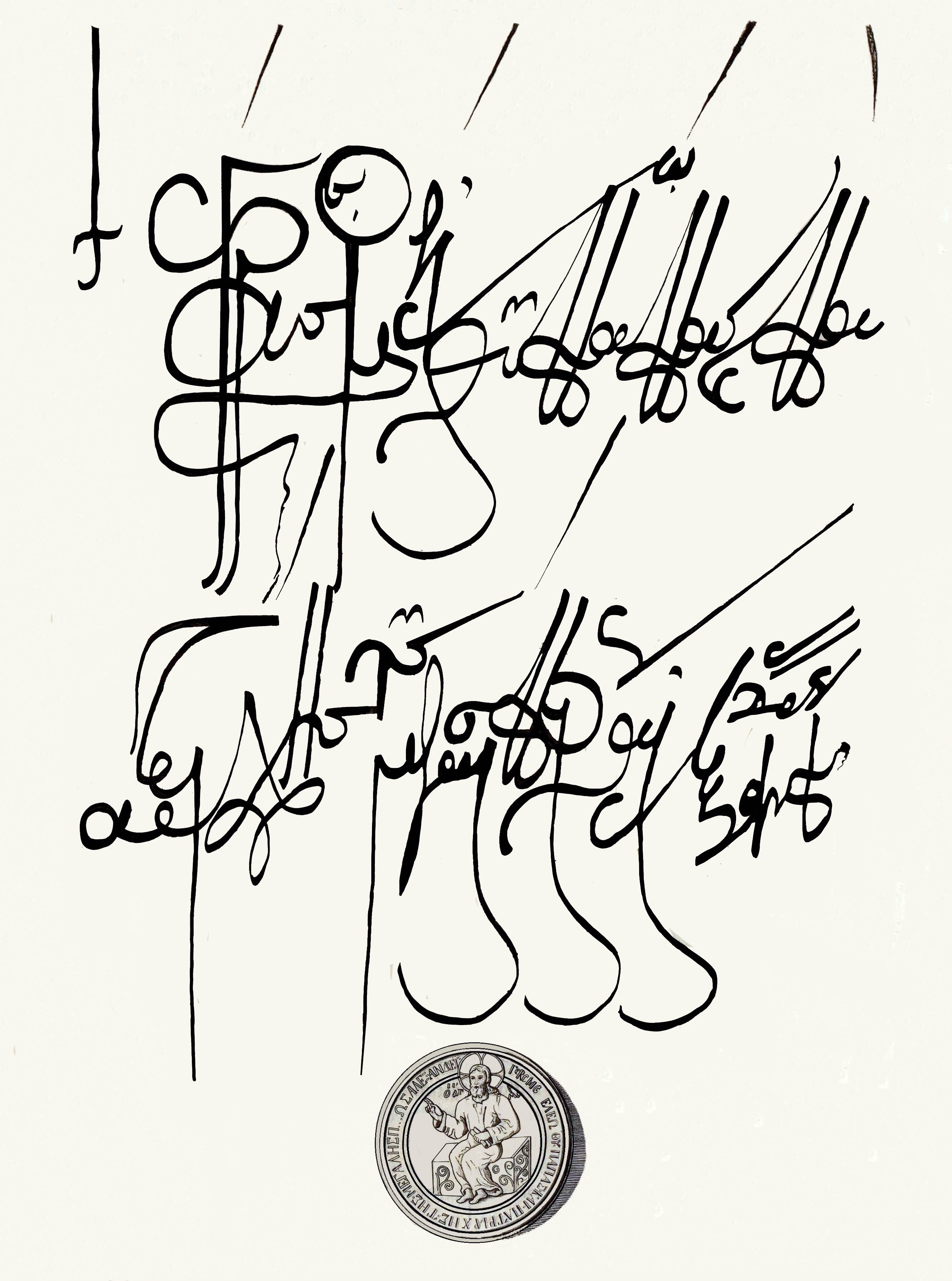
Подпись и печать Герасима I Спарталиота Патриарха Александрийского под грамотой, адресованной Михаилу Фёдоровичу в октябре 1635 г. Текст: "Герасим, Божиею милостью Папа и Патриарх великого града Александрии".

Собор 23-х епископов в Стамбуле в храме великомученика Георгия в ноябре 1620 года возвёл Герасима Спарталиота на Александрийский престол.
Патриарх Герасим помогал Константинопольскому патриархату в выплате долга турецким властям. Занимался просветительской деятельностью. Послал несколько грамот Михаилу Фёдоровичу. Отношения между Россией и восточными православными патриархами Герасим Спарталиот сформулировал так: «Поелику они [восточные патриархи] благодатию Духа Святого суть верные кормчие святой Восточной Церкви, то хотя ныне и вселилась их сила посреди волков, однако же подобает им немного и держать, и, восприяв благочестивую свободу, насаждать тишину во святой Церкви, которая обретается под светлым скипетром благочестивой державы Российской, дабы везде сохранялось православное учение веры».
В 1625 году направил специальную миссию к Патриарху Филарету и царю Михаилу, которая предоставила Патриарху Русской Церкви некоторые привилегии, имевшиеся только у Апостольского Александрийского престола, а царю преподнесла святые мощи угодников Божиих, хранившиеся в Александрии.
В 1629 году голландский посланник в Константинополе предложил Патриарху, при условии объединения с кальвинистами, устроить в Египте училища и типографии за счёт Голландии. Патриарх ответил, что объединение с людьми иной веры есть не более, как ложный мир, который опаснее открытой войны.
По-видимому, Патриарх Герасим добровольно оставил Александрийскую кафедру и удалился в один из афонских монастырей, где и скончался.